# Гуз, Марк Дмитриевич
Марк Дмитриевич Гуз (1919—1990) — старший сержант Рабоче-крестьянской Красной Армии, участник Великой Отечественной войны, Герой Советского Союза (1943).

## Биография
Марк Гуз родился 10 октября 1919 года в селе Куликовка (ныне — посёлок в Черниговской области Украины) в крестьянской семье. В 1937 году окончил Нежинский ветеринарный техникум, после чего работал ветеринаром в колхозе. В 1939 году Гуз был призван на службу в Рабоче-крестьянскую Красную Армию. С 1941 года — на фронтах Великой Отечественной войны. Принимал участие в боях на Западном, Степном и 1-м Украинском фронтах. К сентябрю 1943 года старший сержант Марк Гуз командовал отделением 496-й отдельной разведроты 236-й стрелковой дивизии 46-й армии Степного фронта. Отличился во время битвы за Днепр.
В ночь с 25 на 26 сентября 1943 года Гуз в составе группы из 19 разведчиков форсировал Днепр в районе села Сошиновка Верхнеднепровского района Днепропетровской области Украинской ССР и захватил плацдарм на западном берегу. В ходе боёв на плацдарме группа уничтожила большое количество вражеских солдат и офицеров. Гуз получил тяжёлое ранение, потерял много крови, но поля боя не покинул, продолжая сражаться.
Указом Президиума Верховного Совета СССР от 1 ноября 1943 года за «мужество и героизм, проявленные при форсировании Днепра и удержании плацдарма на его правом берегу» старший сержант Марк Гуз был удостоен высокого звания Героя Советского Союза с вручением ордена Ленина и медали «Золотая Звезда» за номером 4086.
После окончания войны Гуз был демобилизован. Вернулся в Черниговскую область, где работал председателем колхоза, затем на инкубаторной станции. Проживал в посёлке Куликовка. Умер 5 июня 1990 года, похоронен в Куликовке.
Был также награждён орденом Отечественной войны 1-й степени и рядом медалей.